# Луганский патронный завод
Луганский патронный завод (укр. Луганський патронний завод) — предприятие в Луганске, которое в различные периоды своей деятельности выпускало боеприпасы для боевого, охотничьего и спортивного стрелкового оружия, производило, ремонтировало и продавало различные виды оружия, патронов и комплектующих, а также станки и продукцию гражданского назначения.
В течение нескольких лет Луганский патронный завод являлся первым официальным монетным двором Украины после распада СССР. Именно на нём были отчеканены первые пробные монеты независимой Украины.
Все украинские монеты из жёлтого металла и некоторая часть «белых» монет, выпущенных в период с 1992 по 1997 годы, отчеканены именно на Луганском патронном заводе (см.: Луганский монетный двор).
Луганский патронный завод основан 12 октября 1892 года на имущественной базе ликвидированного в августе 1887 года Луганского литейного завода и был торжественно открыт 6 мая (18 мая) 1895 года.
За время своей истории предприятие носило разные официальные и сокращённые наименования: Луганский казённый патронный завод, Луганский патронно-станкостроительный завод имени В. И. Ленина, Завод № 60, <Луганский> Станкостроительный завод им. В. И. Ленина, Луганский станкостроительный завод, ГП «Производственное объединение „Луганский станкостроительный завод“» (ЛСЗ), ЧАО «Луганский патронный завод».
По состоянию на 2013 года работающие производственные мощности Луганского патронного завода находится в частной собственности ЧАО «Луганский патронный завод» (англ. Lugansk Cartridge Works; англ. LCW).
Предприятие расположено по адресу: Украина, г. Луганск, ул. Почтовая, 1М.

## История

### Луганский литейный завод

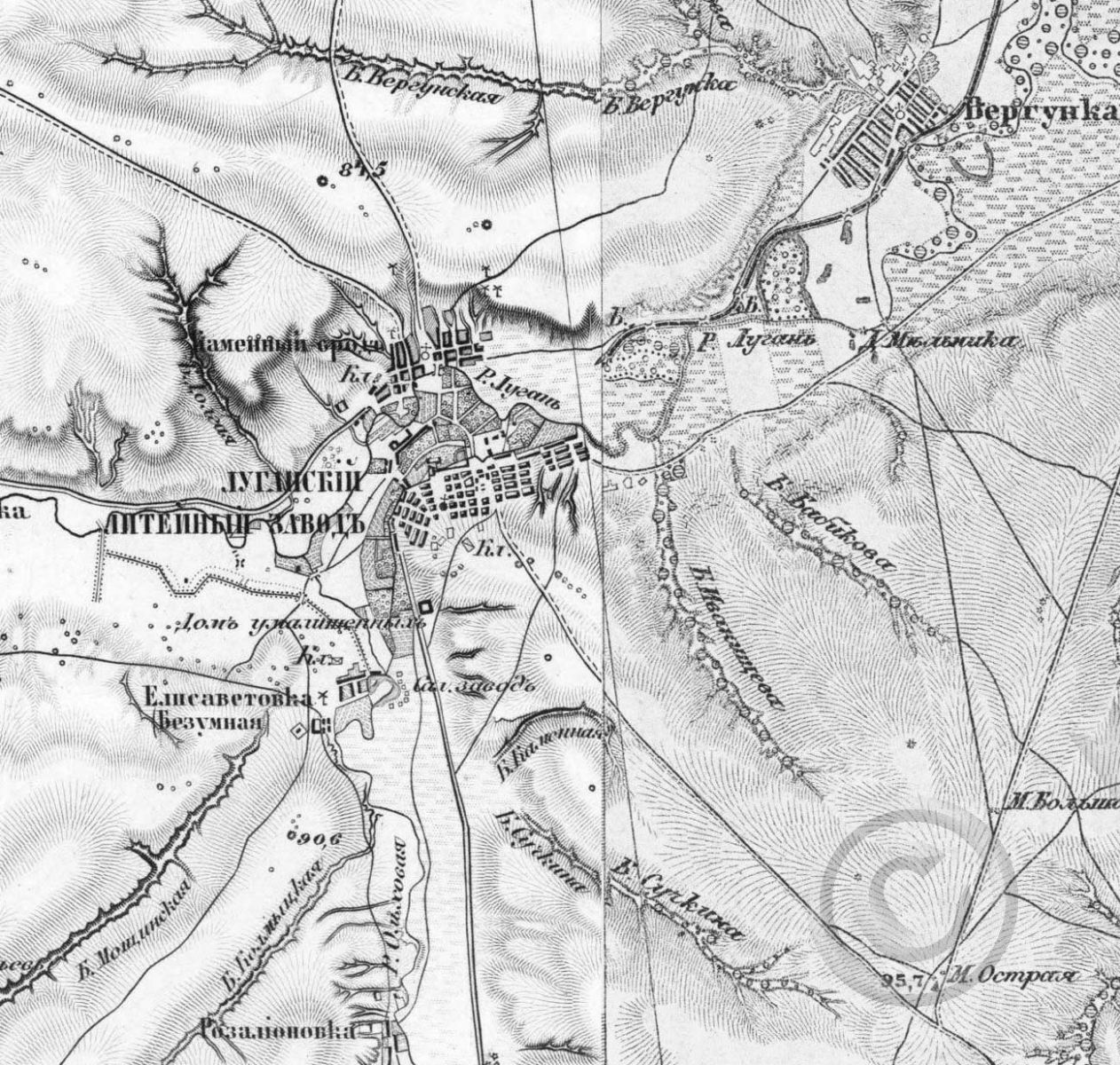
Трёхверстовая карта Луганского литейного завода 1913 года

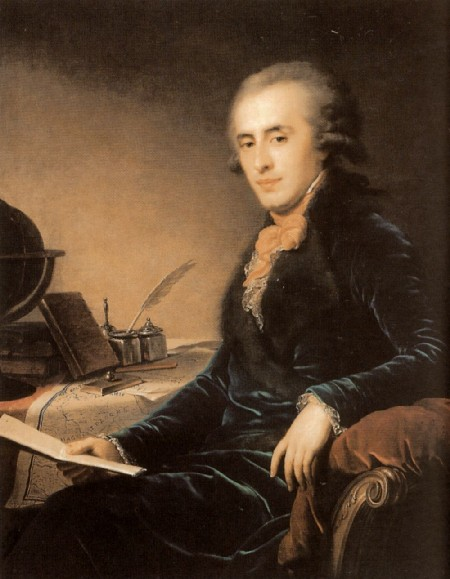
Платон Зубов

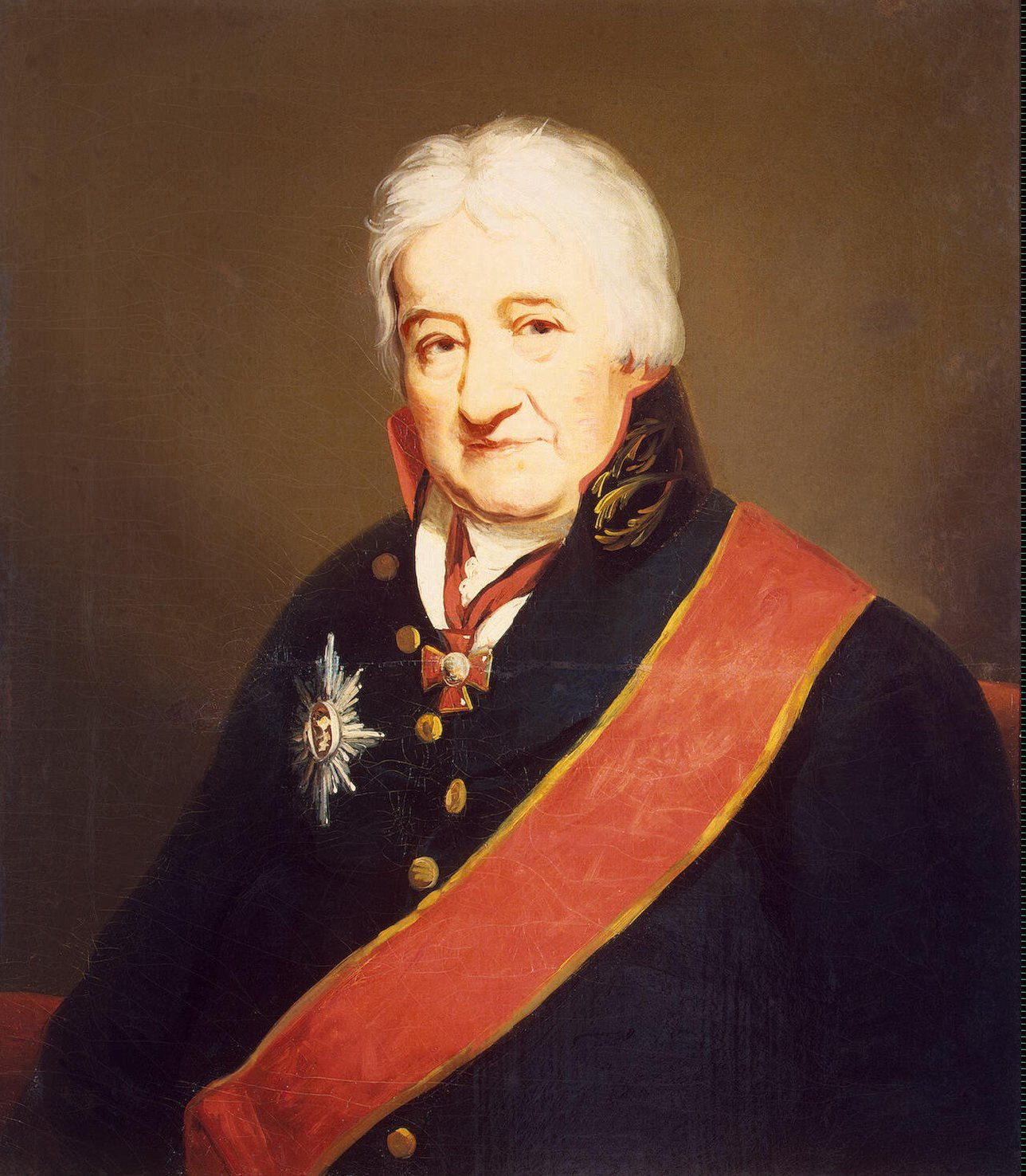
Карл (Чарльз) Гаскойн

14 ноября 1795 года Екатерина II издала указ «Об устроении литейного завода в Донецком уезде при реке Лугани и об учреждении ломки найденного в той стране каменного угля», который гласил:
В Славяно-сербском уезде Екатеринославской губернии учредить литейный завод. Употребить на это важное дело 715733 рубля, оставшихся от вооружения Черноморского флота. Определить заводу до трёх тысяч мастеровых и поселян.
Устройство завода возлагалось на генерал-губернатора Платона Александровича Зубова.
Директором Луганского литейного завода был назначен Карл (Чарльз) Гаскойн.
Строительство завода велось в течение десяти лет.
Постепенно вокруг завода возник посёлок, получивший название Луганский завод и в будущем выросший в Луганск.
В сентябре 1797 года на Луганском литейном заводе вступила в строй первая воздушная печь, рассчитанная на отливку 100 пудов боеприпасов в неделю.
4 октября 1800 года на Луганском литейном заводе была запущена первая домна, на которой, впервые в Российской империи, чугун был произведён с использованием кокса.
Полученный металл использовался для изготовления ядер, бомб и гранат.
В 1803 году закончили домну № 2, которая была на треть меньше первой.
За короткое время Луганский литейный завод снабдил ядрами, бомбами и гранатами орудия всех крупных крепостей и оборонительных сооружений Черноморско-Азовского побережья, Киевского департамента, а также Подольскую и Кавказскую армии.
Многие славные победы Российской Империи были одержаны благодаря произведённым на Луганском литейном заводе боеприпасам.
Несмотря на инновации, заложенные при создании завода, разработка передовых методов плавки не была завершена в полной мере.
Заводу приходилось работать на привозном уральском сырье, что заметно повышало себестоимость.
Начиная с 1816 года Луганский литейный завод стал приносить одни убытки, и несколько раз на протяжении своей истории предприятие находилось под угрозой закрытия.
Только благодаря высокому качеству выпускаемой продукции, а также высокому спросу на пушки и боеприпасы в военное время заводу удалось просуществовать ещё долгие годы.
Ещё 3 декабря 1827 года министр финансов обратился к императору за разрешением «употреблять на поправки разных других горных заведений сумму, ассигнованную для сего на уральские заводы», на что на журнале Комитета министров Николай I собственноручно написал:
Согласен, по Луганскому заводу надо сделать проект нового устройства, ибо не стоит тратить деньги на нынешнее его положение.
Однако данный завод, славящийся своим качеством, продолжал существовать и даже развиваться ещё многие десятилетия.
Лишь 20 июня 1887 года Александр III подписал Указ, первый пункт которого предписывал:
Действие Луганского казенного завода, постоянно сопровождающееся одними убытками для казны, прекратить.
Официально Луганский литейный завод был закрыт в августе 1887 года, совсем немного не дожив до своего 100-летия.

### Основание Луганского казённого патронного завода

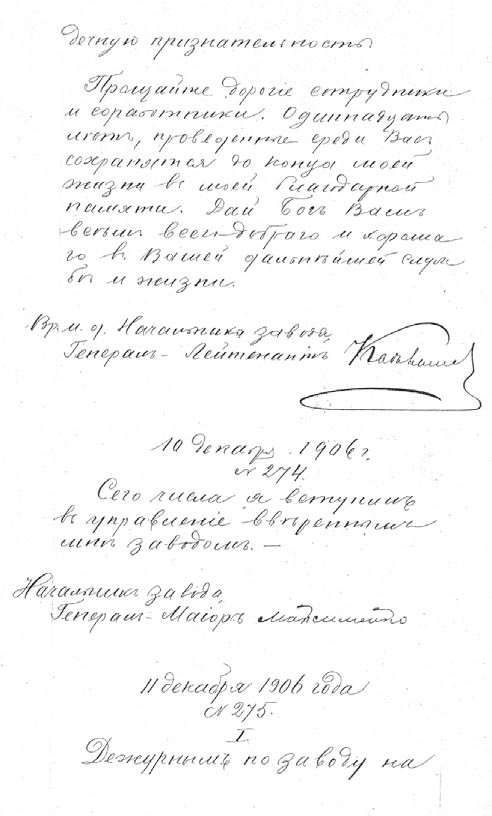
Приказ № 274, изданный Клавдием Егоровичем Кабалевским по поводу своего увольнения на пенсию и ухода с должности директора завода. 6 октября 1906 года.

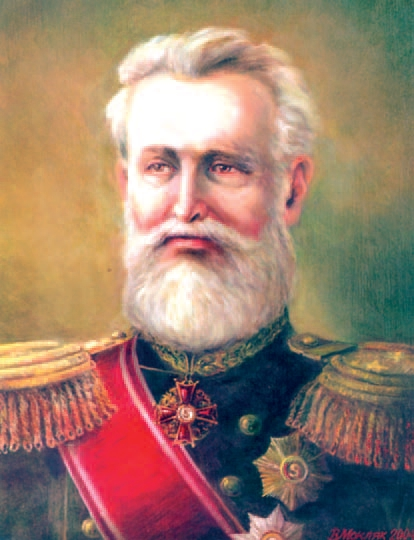
Клавдий Кабалевский

В 1891 году в связи с утверждённым новым образцом трёхлинейной винтовки и патрона к ней в Российской империи возникла необходимость перевооружать армию.
Боевая мощь Российской империи требовала около 1 млрд трехлинейных патронов в год.
Существующие на тот момент заводы не справлялись с поставленной задачей.
Поэтому было решено срочно построить на юге России новый казённый патронный завод, который способен выпускать 100 миллионов патронов в год.
Луганские власти успешно подключились к лоббированию устройства завода в их городе.
Некоторые отмечают личный вклад тогдашнего головы Николая Петровича Холодилина, который восемь лет вёл кампанию за сохранение Луганского завода, в связи с чем обивал пороги различных правительственных ведомств в Петербурге.
Например, инженер-полковник артиллерии Н. П. Сомов]] в служебной записке аргументировал необходимость выбора этого места тем, что «…многочисленное население Луганска и окружных сёл подготовлено к заводским работам».
В документальной выписке из журнала № 25 Главной Распорядительной комиссии по перевооружению армии от 12 сентября 1892 года значится:
...слушано представление о постройке казенного патронного завода на 100 миллионов патронов в год... в принципе... одобрила избрание Луганского завода для нового казенного патронного завода... и постановила образовать особую комиссию по постройке завода.
12 октября 1892 года последовало Высочайшее соизволение, утверждённое Александром III — недействующий Луганский литейный завод со всем движимым и недвижимым имуществом из Горного в Военное ведомство.
Во исполнение высочайшего указа 4 июня 1893 года в Луганск в качестве председателя хозяйственно-строительной комиссии для постройки Луганского патронного завода был командирован полковник артиллерии Клавдий Егорович Кабалевский.
Торжественная закладка патронного завода состоялась 26 августа 1893 года — через пять лет после закрытия литейного завода.
Новое предприятие было построено за два года (год и восемь месяцев) и являло собою образец использования передовых технологий того времени.
В частности на строящемся патронном заводе впервые использовали электроэнергию и телефонную связь между цехами.
Основное оборудование для него закупалось в Англии с завода Гринвуд-Бетли, и лишь небольшая часть — с Петербургского патронного завода, тоже иностранного изготовления.
Как писал К. Е. Кабалевский:
На месте старых развалин возведены постройки со всеми новейшими приспособлениями.
В марте 1895 года К. Е. Кабалевскому был присвоен чин генерал-майора и он был назначен начальником Луганского патронного завода.
В день рождения императора Николая II 6 мая (18 мая) 1895 года состоялось торжественное открытие Луганского казённого патронного завода, который вдохнул новые жизненные силы в город Луганск.
На проектную мощность Луганский патронный завод вышел в 1900 году.
В начале октября 1906 года Клавдий Егорович Кабалевский запланировал уйти на отдых.
6 октября 1906 года, перед увольнением с должности директора завода и выходом на пенсию, Клавдий Егорович издал последний приказ № 274 посвящённый награждениям и повышениям по служебной лестнице.
Последний пункт этого приказа гласил:
Прощайте, дорогие сотрудники и соратники. Одиннадцать лет, проведённые среди Вас, сохранятся до конца моей жизни в моей благодарной памяти. Дай Бог Вам всем всего добраго и хорошаго в Вашей дальнейшей службе и жизни. 10 декабря 1906 года.
24 октября 1906 года Кабалевскому присвоили чин генерал-лейтенанта и уволили со службы «с мундиром и пенсией».

### Российская империя

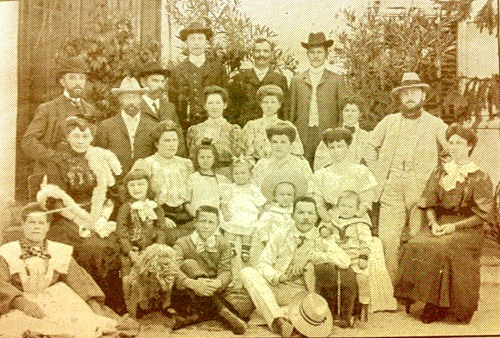
Администрация Луганского патронного завода с семьями

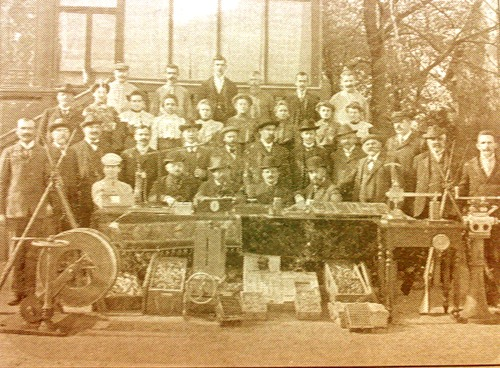
Администрация и служащие Луганского патронного завода. 1912 год

Ефимов Василий Васильевич. Старший механик Луганского патронного завода

В начале XX века Луганский патронный завод был одним из двух крупнейших патронных заводов Российской империи.
Первоначальная проектная мощность завода была 35 млн патронов в год, или 3 млн в месяц, в одну смену.
Латунь для производства гильз для Петербургского и Луганского оружейных заводов закупалась на заводах Розенкранц и Франко-Русском в Санкт-Петербурге, Кольчугинском во Владимирской губернии и Тульском патронном заводе — единственном, самостоятельно её выпускавшем.
В Русско-японскую войну расход патронов превзошёл запланированный, в том числе и за счёт появления пулемётов.
Патронные заводы работали на максимальных мощностях.
Тогда в Луганске было произведено 140 млн патронов.
За время Первой мировой войны завод удвоил производство.
В 1916 году в Луганске выпускалось 50-60 млн патронов в месяц (что составляло 40-45 % всего выпуска патронов в стране), на заводе насчитывалось 8 400 рабочих и 1 300 станков.
В декабре 1916 года на завод прибыло несколько тысяч румын, эвакуированных с захваченного австрийцами румынского королевского патронного завода.
За счёт этого численность рабочих на Луганском заводе в середине 1917 года составила 9300 чел.
События Февральской революции привели к тому, что в марте 1917 году производство упало почти вдвое.
Хотя впоследствии производительность труда была ненадолго восстановлена, однако перебои с поставками сырья, неразбериха в государстве и падение производственной дисциплины привели с тому, что к моменту Октябрьской революции ежемесячное производство упало ниже 30 млн патронов, а к концу 1917 года и вовсе — до 17 млн штук.
Ситуация усугубилась тем, что сформированные из рабочих завода красногвардейские отряды увезли с собой из Луганска в Харьков 28 млн патронов, выпущенных в декабре 1917 года — январе 1918 года.
Ефимов Василий Васильевич работал старшим механиком Луганского патронного завода с 1895 по 1917 г. Действительный статский советник. До 1895 г. работал на Петербургском патронном заводе. Занимался переоборудованием производства. Часто бывал в командировках в Англии, где закупалось оборудование для завода.

### Революция и гражданская война
В феврале 1918 года Луганск отошёл к Донецко-Криворожской советской республике, которая национализировала Луганский патронный завод.
В 1917—1919 годы гражданской войны город был катастрофически разрушен и пришёл в хозяйственный упадок.
Завод практически перестал работать.
Уполномоченный ревкома Меняйло направил телеграмму[куда?] о состоянии Луганского патронного завода и восстановлении его работы:
При вступлении Советской власти в Луганск вся администрация патронного завода в составе 15 человек во главе с начальником завода Оже де Ренкуром убежала. На заводе имеется 11 тысяч пудов латуни большой запас оболочной стали мельхиора нет совсем. Есть 10 миллионов штук незаконченных фабрикатов для пуль. В настоящее время при наличном составе технического персонала и при незначительном дополнении рабочих завод одной сменой может выпустить 600 тысяч патронов... Самой большой нуждой является отсутствие совершенно денежных средств на текущие дела и на рабочую плату На это потребуется около 2 млн. рублей.
Помимо финансов и сырья, встала острая проблема с кадрами. Кроме администрации за время революций и переворотов уволились профессиональные кадры, в частности, были уволены, разбежались или ушли в революционные отряды почти 7 000 человек.
Ревком, сменивший бежавшего управляющего Оже де Ренкура, надеялся на ежемесячный выпуск 15-18 млн штук патронов (600 тыс. штук в день при условии односменной работы).
Однако на практике в марте удалось выпустить не более 10 млн штук боеприпасов.
Основной проблемой оставалось отсутствие некоторых сырьевых компонентов, в частности, мельхиора для оболочек пуль.
Когда в апреле 1918 года к Луганску приближались немцы, завод до последнего работал на полную мощность, одновременно производя эвакуацию незадействованных производственных мощностей и персонала с семьями.
Оборудование и люди направлялись частично в спешно организуемый Подольский патронный завод и частично в Симбирск, где так же спешно достраивался патронный завод, начатый ещё во времена империи.
В апреле 1918 года Луганск был захвачен немцами, которые имели свои планы на Луганский патронный завод. По условиям соглашения, которые оккупанты заключили с гетманом Украины Павлом Скоропадским, 60 % оборудования поступили в их распоряжение и были запланированы к вывозу в Германию. Эти планы частично осуществлялись до ноября 1918 года, когда — Луганск был занят Белой Гвардией под командованием атамана Краснова.
В это время завод частично продолжал работать и его продукция поступала белым. В частности, донской генерал Пётр Краснов по соглашению со Скоропадским 10 августа 1918 года получил в числе прочего 4,2 млн штук патронов с Луганского завода (дополнительно к 45 млн штук из арсенальных царских запасов, оказавшихся на территории Украины).
Возможно, появление Краснова в Луганске не являлось случайным, так как ранее генерал писал императору Вильгельму II письмо с просьбой содействовать постройке на территории Всевеликого Войска Донского собственного патронного «заводика». Эти предположения подтверждает ещё и то, что со временем из Луганска в Таганрог была вывезена очередная порция станков, остатки складских запасов и готовая продукция. Добровольческий патронный завод в Таганроге действительно заработал и к ноябрю 1918 года выдавал 300 тыс. штук патронов в день (9 млн штук в месяц), став крупнейшим патронным завод Белого Движения.
Интересно, что и в эти годы администрация завода продолжала строить грандиозные планы. Так в июне 1918 года руководство завода обратится к тогдашнему министру финансов недавно образованной Украинской Державы Антону Ржепецкому со следующим предложением:
Ввиду того, что на Луганском патронном заводе имеется большое количество станков штамповального типа, названный завод имеет честь предложить свои услуги Украинской Державе для чеканки металлических денежных знаков, тем более, что на заводе имеется большой запас ленточной латуни, прежде употребляемой для выделки патронных гильз… на заводе имеются гравера по стали, могущие изготовить по чертежам соответствующие штампы. Если настоящее предложение найдёте приемлемым, то по получении указаний по этому вопросу, Техническое Бюро представит соответствующую смету.
Через несколько месяцев — в декабре 1918 года — Украинская Держава гетмана Ивана Скоропадского пала, и предложение луганчан осталось нереализованным.
Краснов также не долго удерживал Луганск, город вскоре перешёл к красным, однако их оттеснило войско белого деникинского генерала Владимира Май-Маевского).
Следом город неоднократно переходил из рук в руки.
При этом полностью разорённый завод умудрялся работать и выпускать ежемесячно до 3-4 млн патронов, которые забирали те, кто в данный момент удерживал город.
Однако часть продукции использовалась рабочими и мастерами для натурального обмена на продовольствие.
Кроме того, на оставшихся площадях и сохранившемся оборудовании было налажено производство гражданской продукции — сковородок, кастрюль и прочих хозяйственных изделий.
Луганск был окончательно захвачен красными в декабре 1919 года.
После перехода под власть красных патронный завод продолжил работу по прямому назначению.
Постановлением СТО РСФСР от 4.08.1920 завод был объявлен милитаризованным и включен во вторую группу заводов чрезвычайной важности. Было назначено новое правление во главе с И. А. Венецким. В Луганск было возвращено вывезенное белогвардейцами в Таганрог оборудование. Лишь за 1920 год удалось выпустить 8 млн патронов.
Однако полностью завод был восстановлен только после его технического перевооружения.

### Между двух мировых войн
С 1924 года производством патронов занимается Государственное объединение «Главное управление военной промышленности СССР» в составе которого работают Тульский, Луганский, Подольский, Ульяновский заводы.
Начиная с 1927 года стала проводиться политика засекречивания военной промышленности.
В 1928 году все патронные заводы, кроме Тульского, получили номера: Ульяновский — 3, Подольский — 17, Луганский — 60 (по другим данным, Луганский именовался «Заводом № 60» ещё с 1926 года).
Организационно все вышеназванные, а также некоторые другие предприятия, входили в патронно-трубочный, а затем в патронно-гильзовый трест Наркомата тяжелой промышленности.
В 1939 патронные заводы переподчинили третьему Главному управлению Наркомата вооружений, в который, кроме Луганского завода № 60 вошли следующие заводы: Ульяновский № 3, Подольский № 17, Тульский № 38, Опытный патронный завод (Марьина роща, Москва) № 44, Кунцевский (Красный снаряжатель) № 46 и Климовский № 188.

### Великая Отечественная война
По состоянию на 1.07.1941 Ворошиловградский завод № 60 имел 19 цехов, в которых трудились 18813 рабочих, 963 ИТР и 547 служащих.
После начала Великой Отечественной войны лишь один из семи действующих патронных заводов оказался на оккупированной территории — № 60 в Ворошиловграде (Луганске).
В конце 1941 года завод был эвакуирован в районы Урала, Сибири, Средней Азии и на его базе было образовано 7 других заводов в городах Фрунзе, Челябинск, Чкалов, Барнаул, Ульяновск, Киров, Казань.
За время Великой Отечественной войны было изготовлено более 4 млрд патронов к стрелковому оружию.

### Послевоенное время

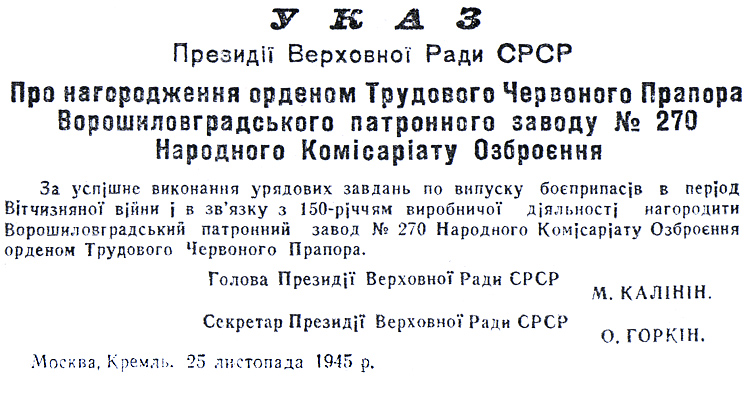
Указ о награждении орденом Луганского патронного завода

В послевоенные годы в СССР в патронном производстве остались заводы в Климовске — № 711, Туле — № 539, Ворошиловграде (Луганск) — № 270, Ульяновске — № 3, Юрюзани — № 38, Новосибирске — № 188, Барнауле — № 17 и Фрунзе (Бишкек)  — № 60.
Директором Луганского патронно-станкостроительного завода имени В. И. Ленина в послевоенные 1943—1956 годы стал возглавлявший его до войны (1932—1940 годы) Пётр Иванович Шелковый.
Поскольку после Великой Отечественной войны потребность в патронах снизилась, на заводе открылись цеха по выпуску токарных и фрезерных станков, колонковых буровых установок, центробежных насосов и даже мебели, хрустальных люстр и знаменитых печатных машинок «Ятрань».
В 1953 году на Станкостроительном заводе впервые в СССР началось производство принципиально нового, высокопроизводительного технологического оборудования — автоматических роторных линий, на базе которых впоследствии было построено несколько комплексно-автоматизированных заводов для выпуска патронов.
Директорами завода работали А. В. Сибир (1956—1961, до этого — главный инженер), Н. И. Кирпин (1961—1981).
С 1981 по 1997 годы генеральным директором ПО «Луганский станкостроительный завод» был Энгельс Иванович Новохатко.
В «период застоя» Станкостроительный завод переживал расцвет.
На заводе работали 18 тысяч человек, обеспечивая страну самой разнообразной продукцией: роботизированными центрами с ЧПУ и автоматическими линиями, буровыми установками и вакуумной техникой, токарными патронами и узлами тракторов, пишущими машинами, замками, игрушками и другими товарами народного потребления. За создание принципиально новых механизмов коллектив получил 10 медалей ВДНХ.

### Луганский монетный двор

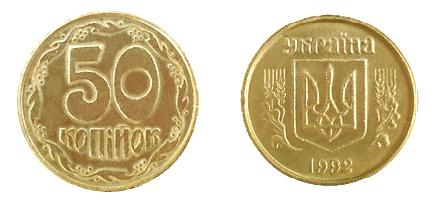
50 копеек

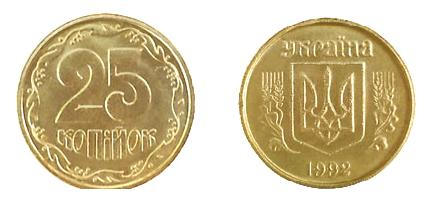
25 копеек

После провозглашения 24 августа 1991 года Акта провозглашения независимости Украины, 1 октября того же года председатель Комиссии Верховной Рады по вопросам экономической реформы и управления народным хозяйством В. Пилипчук направил директору луганского станкостроительного завода Энгельсу Новохатко письмо, в котором поручил «срочно проработать вопрос, связанный с выпуском металлических монет» (укр. терміново опрацювати питання, пов’язані з випуском металічних монет).
Первые пробные образцы монет изготовила мастер Н. Митина.
Первая чеканка первых за всю историю Украины настоящих монет состоялась в Луганске 11 мая 1992 года.
Интересно, что они были произведены ещё до утверждения Национальным банком Украины их названия и внешнего вида.
Для выбора площадки для выпуска денег независимого государства был организован тендер, в котором Луганский станкостроительный завод одержал победу, обойдя своего главного конкурента — сумское ПО «Электрон».
В качестве обоснования такого выбора называют следующие стратегические конкурентные преимущества Луганского завода: наличие на заводе высококвалифицированных кадров, опыт сверхмассового производства металлических изделий, наличие соответствующего оборудования, близость к заводу — поставщику монетного металла, способность завода к самовоспроизводству, режимный характер производства.
После окончательного утверждения названия и дизайна украинских монет Луганскому станкостроительному заводу досталось право чеканить 10-, 25-, 50-копеечные и одногривневые монеты из «жёлтого» металла — латуни.

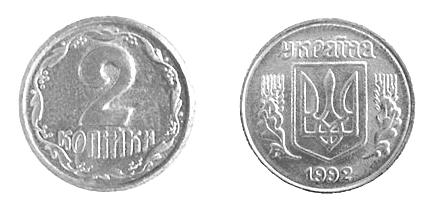
2 копейки

«Белые» монеты было решено чеканить в Италии, однако тамошний подрядчик изготовил только одно- и пятикопеечные монеты, а про «двушки» в силу каких-то причин позабыл, и их также в спешном порядке пришлось изготавливать в Луганске.
Однако на предприятии не оказалось подходящего сырья и выбор пал на алюминий, ранее применявшийся при изготовлении печатных машинок, поэтому эти монеты имеют такой нетипичный вид.
В 1996 году на Луганском заводе из нейзильбера чеканилась коллекционная монета «Монеты Украины» (укр. Монети України) номиналом в 2 гривны, на реверсе которой были помещены изображения всех украинских монет.
К 1997 году на монетном дворе Луганского станкостроительного завода были отчеканены все основные ходовые номиналы современных украинских монет, однако в этом же году монетное производство Украины было переведено в Киев и Луганский монетный двор прекратил своё существование.

### Остановка производства
В середине 1990-х годов государство практически полностью сократило заказы на боеприпасы, которые производило ГП «Производственное объединение „Луганский станкостроительный завод“» (ЛСЗ).
Вслед за резким сокращением производства и на фоне неопределённости начались масштабные хищения.
Были демонтированы и проданы за рубеж несколько линий по сборке патронов, хотя предприятию это не очень помогло.
Как показала проведённая в начале 2002 года проверка, с 1991 по 2001 годы с благословения руководителей завода на металлолом порезано почти пять тысяч тонн оборудования завода (в том числе 645 единиц механического, 937 единиц специального технологического оборудования, 400 единиц транспортных средств).
Завод был доведён до плачевного состояния, некоторые складские помещения завода оказались затоплены грунтовыми водами.

### Санация
В 1998 году было возбуждено дело о банкротстве ГП «Производственное объединение „Луганский станкостроительный завод“». Гендиректором с 1997 являлся В. А. Бондаренко.
Несколько позже банкротство переросло в санацию, в рамках которой инвестором определили компанию ЗАО «Бринкфорд» Давида Жвании.
Вскоре производственные мощности завода разделили на три предприятия, два из которых стали выпускать боеприпасы: ГП «Луганский патрон», которому достались мощности по производству патронов для огнестрельного оружия, а также частное ЧАО «Луганский патронный завод», к которому перешли активы по выпуску спортивно-охотничьих патронов.
За ГП «Производственное объединение „Луганский станкостроительный завод“» (ЛСЗ) остались лишь активы, которые позволяли производить различные промышленные агрегаты (центробежные насосы, буровые установки, роторные конвейерные линии и т. д.).
Реструктуризация не смогла спасти должника, его обязательства по-прежнему измерялись десятками миллионов гривен.
Поэтому 25 октября 2006 года в план санации предприятия внесли изменения, установив в качестве источника погашения задолженности имущество, «которое не вошло в целостный имущественный комплекс по производству боевых патронов».
Таким образом на продажу были выставлены все оставшиеся у завода активы: административные и производственные корпусы, складские помещения, эстакады и т. д.
На протяжении 2007—2008 годов комплекс этих зданий и сооружений сменил государственного собственника на многочисленные местные компании, которые ведут разнообразную деятельность.
В 2009 году хозяйственный суд Киева вынес решение о банкротстве ГП «Производственное объединение „Луганский станкостроительный завод“», которого на тот момент фактически уже не существовало.

### Частное предприятие
В 2002 году было создано ЧАО «Луганский патронный завод». Директором (Председателем правления) был назначен Кулагин Юрий Михайлович.
В 2007 году чистая прибыль завода составила 16,41 млн грн.
С тех пор финансовое положение завода ухудшалось, его выручка снижалась и отчётные периоды заканчивались убытками.
2008 год он завершил с чистым убытком 22,32 млн грн.
По состоянию на май 2010 года, согласно его данным, основными акционерами завода являются кипрские Verhalt Holdings Ltd. — 24,9929 %, Perinhar Holdings Ltd. — 24,9858 %, Triestford Enterprises Ltd. — 24, 9787 %, Laraik Holdings Ltd. — 10 %.
2 июня 2010 года было принято решение о том, что ЧАО «Луганский патронный завод» увеличивает уставный капитал в 6 раз — до 86 млн грн с 14,1 млн грн путём дополнительного закрытого (частного) размещения 719 тыс. простых именных акций в бездокументарной форме номиналом 100 грн каждая на общую сумму 71,9 млн грн.
2011 год Луганский патронный завод закончил с убытком 42,562 млн гривен, сократив чистый доход на 57,39 %, или на 180,48 млн гривен до 134,022 млн гривен по сравнению с 2010 годом.
2012 год был закончен с убытком 15,112 млн гривен.
Стоимость активов завода на конец 2012 года составила 179,325 млн гривен, дебиторская задолженность — 58,739 млн гривен, текущие обязательства составили 87,176 млн гривен.

### Под контролем России
В 2014 году, в ходе Вооруженного конфликта на востоке Украины, Луганский патронный завод был взят под контроль самопровозглашенной Луганской Народной Республики. С тех пор точных данных о количестве изготовленных боеприпасов нет.
28 июля 2014 года украинская авиация нанесла ракетно-бомбовый удар по предприятию.
В октябре 2014 года предприятие было национализировано правительством ЛНР.  В июле 2015 была назначена временная администрация ЛНР на ЧАО «Луганский патронный завод», которую возглавил Михаил Желтобрюхов (ранее главный энергетик завода). В марте 2016 завод продолжал работать в ЛНР.
В опубликованном в 2016 году правозащитной организацией Amnesty International отчёте о похищениях, пытках и неправосудных арестах в Восточной Украине «Луганский патронный завод» был указан как база повстанцев ЛНР, а также как место заключения лиц, обвинённых в сотрудничестве с центральными властями Украины.

## Производственные мощности

### До 1918 года
В момент создания Луганский патронный завод занимал под заводским двором 151 000 м², под жилыми зданиями — 21 000 м² и под пороховыми погребами 218 000 м².
В дальнейшем его территория росла.
В 1913 году он получил 1 200 м² добавочных площадей, в 1915 году — 4900 м² и в 1916 году — 14 400 м².
Первоначальная мощность завода в дальнейшем постепенно увеличивалась путём ввода в строй дополнительного оборудования и увеличения заводских площадей новыми постройками.
К 1910 году, когда патронные заводы переоборудовались на остроконечную пулю, завод имел пропускную способность в 150 млн в год, или 12,5 млн в месяц при одной смене.
Площади построек изменялись следующим образом:
| Годы                              | Добавлено под производство, м². | Добавлено для хозяйственного назначения, м². |
| --------------------------------- | ------------------------------- | -------------------------------------------- |
| 1894 год (первоначальная площадь) | 85 200                          | 44 600                                       |
| 1908 год                          | 2 200                           | -                                            |
| 1912 год                          | -                               | 2 100                                        |
| 1914 год                          | 5 600                           | 6 700                                        |
| 1915 год                          | 33 500                          | 3 200                                        |
| 1916 год                          | 27 200                          | 9 100                                        |
| 1917 год                          | 13 000                          | 13 600                                       |
| 1918 год                          | -                               | 4 600                                        |

Количество установленных производственных станков до Октябрьской Революции также росло ежегодно:
| Год                            | 1894 | 1895 | 1896 | 1897 | 1900 | 1903 | 1905 | 1906 | 1907 | 1909 | 1911 | 1912 | 1913 | 1914 | 1915 | 1916 | 1917 | 1918 |
| Число производственных станков | 40   | 307  | 323  | 329  | 383  | 402  | 435  | 440  | 450  | 461  | 491  | 525  | 556  | 589  | 647  | 1046 | 1310 | 1318 |

Несложно заметить, что в связи с войной 1914—1917 годов завод в течение трёх лет более чем удвоил свой станочный парк.

## Натуральные показатели деятельности

### До 1918 года
Хотя первоначальная проектная мощность завода составляла 35 млн патронов в год, или 3 млн в месяц, в одну смену (~90 млн в месяц), однако первые годы существования производство шло в весьма сокращённом размере.
При этом почти половину продукции составляли холостые винтовочные патроны для учёбы войск.
С началом Русско-японской войны и в последующие за ней годы производство резко возросло.
В дальнейшем заказы значительно увеличились в связи с усиленными отпусками военному ведомству кредитов на производство патронов:
| Годы                               | 1894-1900 | 1901 | 1902-1904 | 1904-1906 | 1907-1910 | 1911 | 1912  | 1913  | 1914                 | 1915  | 1916            | 1917  |
| Выпущено патронов (млн штук в год) | 36-48     | 47   | 36-48     | 38        | 28        | 92,5 | 140,9 | 177,1 | 199,6 (91,1?, 92,5?) | 324,5 | 557,1 (567,1 ?) | 453,6 |

По этому показателю Луганский завод занимал попеременно первое-второе место в Российской Империи.
В 1915 году предприятие работало непрерывно 22 часа в сутки и 29 дней в месяц.

### 20-е годы
После окончания Гражданской войны производство патронов было резко сокращено.
Ограниченные заказы мирного времени стремились не сосредотачивать на отдельных предприятиях, а распределить по всей группе однородных производств, чтобы поддерживать «на плаву» каждый завод с целью обеспечить мобилизационные интересы армии.
Например, на январь 1925 года Луганскому заводу достался план в 13 млн патронов и 2 млн обойм.
Для сохранения предприятия часть производства была перенацелена на гражданские нужды, проводилась так называемая «ассимиляция военного и гражданского производства».